# Omid Mehrabi
Omid Mehrabi (persisch امید محرابی; * 26. November 1982) ist ein ehemaliger iranischer Leichtathlet, der im Mittel- und Langstreckenlauf an den Start geht.

## Sportliche Laufbahn
Erste Erfahrungen bei internationalen Meisterschaften sammelte Omid Mehrabi im Jahr 2001, als er bei den Juniorenasienmeisterschaften in Bandar Seri Begawan in 32:23,40 min die Bronzemedaille im 10.000-Meter-Lauf gewann und über 5000 Meter in 15:31,65 min den achten Platz über 5000 Meter belegte. Bei den Crosslauf-Weltmeisterschaften 2003 in Lausanne wurde er nach 39:46 min 54. im Langrennen und im Jahr darauf gewann er bei den erstmals ausgetragenen Hallenasienmeisterschaften in Teheran in 8:33,00 min die Bronzemedaille im 3000-Meter-Lauf hinter dem Bahrainer Leonard Mucheru Maina und Wu Wen-chien aus Taiwan. 2005 gewann er bei den Westasienspielen in Doha in 14:39,17 min die Bronzemedaille im 5000-Meter-Lauf hinter den Katarern Essa Ismail Rashed und Gamal Belal Salem und sicherte sich auch über 10.000 Meter in 31:34,57 min die Bronzemedaille hinter den Katarern Salem und Sultan Khamis Zaman. Bei den Crosslauf-Weltmeisterschaften 2006 in Fukuoka gelangte er nach 38:59 min auf den 91. Platz im Langrennen und im Jahr darauf belegte er bei den Asienmeisterschaften in Amman in 14:53,94 min und 31:19,54 min die Plätze sechs und sieben über 5000 und 10.000 Meter und wurde in 9:11,11 min Vierter im Hindernislauf. Anschließend gelangte er bei der Sommer-Universiade in Bangkok mit 14:17,88 min auf den achten Platz über 5000 Meter. Im November belegte er bei den Hallenasienspielen in Macau in 8:19,48 min den sechsten Platz über 3000 Meter und beendete daraufhin seine aktive sportliche Karriere im Alter von 25 Jahren.

## Persönliche Bestzeiten
- 1500 Meter: 3:53,56 min, 10. Juni 2007 in Almaty
  - 3000 Meter (Halle): 8:19,48 min, 1. November 2007 in Macau
- 5000 Meter: 14:17,88 min, 12. August 2007 in Bangkok
- 10.000 Meter: 31:19,54 min, 26. Juli 2007 in Amman
- 3000 m Hindernis: 9:11,11 min, 27. Juli 2007 in Amman